# Pozol
El pozol (del náhuatl: pozolli ‘espumoso’) es una bebida de origen precolombino preparada con masa de maíz nixtamalizada, en ocasiones fermentada, generalmente con cacao tostado y disuelta en agua. Se consume en el sureste de México y en Centroamérica, principalmente en el área de influencia maya. En México se consume en Tabasco, Chiapas, Campeche, Yucatán, Quintana Roo y el sureste de Veracruz y Oaxaca; en Centroamérica en Guatemala, Belice, Honduras, El Salvador, Nicaragua y una parte de Costa Rica. Dependiendo la región puede llevar azúcar y distintos ingredientes como coco, canela, vainilla, camote, cacahuate y en algunas regiones también se prepara con leche.

## Etimología
Originalmente los Chontales de Tabasco lo llamaron buk'a; sin embargo, debido al intenso intercambio comercial de las culturas mesoamericanas, el buk'a llegó al altiplano central, en donde fue llamado pozolli en nahuatl. La expansión e influencia de esta última lengua en las zonas de comercio maya, propició que los mayas lo comenzaran a llamar Pochotl. 
A partir de 1519, cuando los conquistadores españoles llegaron a Tabasco, conocieron el "pochotl", y al paso de los años, deformaron el nombre a "pozol".

## Orígenes
Desde la época prehispánica, los mayas de Tabasco elaboraban una bebida a base de cacao y maíz a la que llamaban "buk'a" o "pochotl", el cual era muy apreciado entre los antiguos habitantes de estas tierras por ser un nutriente de resistencia para los viajeros indígenas. Estos sabían de su importancia porque alimentaba y mitigaba la sed en estas zonas de mucho calor y perduraba sin echarse a perder. Las inscripciones en algunos vasos mayas del 400 d. C. descubiertos en Tabasco, señalan claramente su función como "tazas de cacao y masa de maíz".
Por las rutas comerciales de los ríos, por las zonas selváticas y en los caminos reales del sureste mexicano, el viajero indígena llevaba como todo alimento algunas tortillas de maíz y pozol. En viajes largos, la masa del pozol combinada con agua fue sustituida por el "pinole" que solían llevar consigo.
Gracias al intenso intercambio comercial entre los diversos grupos mayas en la época prehispánica, la bebida pasó a otros lugares del sureste de lo que hoy es México, donde se apreció el valor alimenticio del pozol. Se sabe que los indígenas mayas, zoques y chiapanecas, que habitaban esas regiones de Chiapas, preparaban el "pozolli" y era considerado un ritual para sus dioses. Es así como a través de las rutas comerciales, el consumo del pozol se extendió a regiones tan lejanas como la Península de Yucatán y Centroamérica. 
Los pueblos mayas consideraban al pozol como un alimento fundamental. Por ello, solían colocar en la boca de sus muertos una porción que sería utilizada por el difunto como bebida y comida a lo largo de su viaje a la otra vida.
Sin embargo, las referencias más detalladas que existen sobre el consumo del pozol corresponden a las crónicas posteriores a la conquista. En diversos escritos de la época colonial, los españoles que anduvieron por estas tierras dieron cuenta del pozol como bebida agria de los indios que los hacía resistentes al calor. En 1579, en las "Relaciones Histórico-Geográficas de la Alcaldía Mayor de Tabasco" se hace referencia a la bebida tabasqueña y consigna lo siguiente:

..."Tenían por costumbre, especial los indios chontales, no comer sino sólo beber, y si comían era muy poco, y bebían una bebida que se hace de la moneda suya, que es el cacao, de suerte que se hace un brebaje algo espeso, el cual es grande mantenimiento, y asimismo otro de maíz cocido que se dice pozol... hacen alguno de esto acedo para beber con las calores, porque es fresco y esto es lo más sano"

Pero no sólo los colonizadores españoles llegaron a escribir acerca del pozol. También los piratas holandeses, ingleses y franceses que durante la colonia asediaron este territorio, lo conocieron. El famoso pirata inglés William Dampier quien escribió hacia 1680, acerca de los indios y el pozol:

..."Si viajan dos o tres días cargan con un poco de este maíz molido, envuelto en una hoja de plátano, y con guaje a la cintura para hacer su bebida; no se preocupan más por vituallas hasta que vuelven a casa. Esto se llama posol; poorsoul para los ingleses. Es de tanta estima {...} que nunca falta en sus casas"

## Elaboración

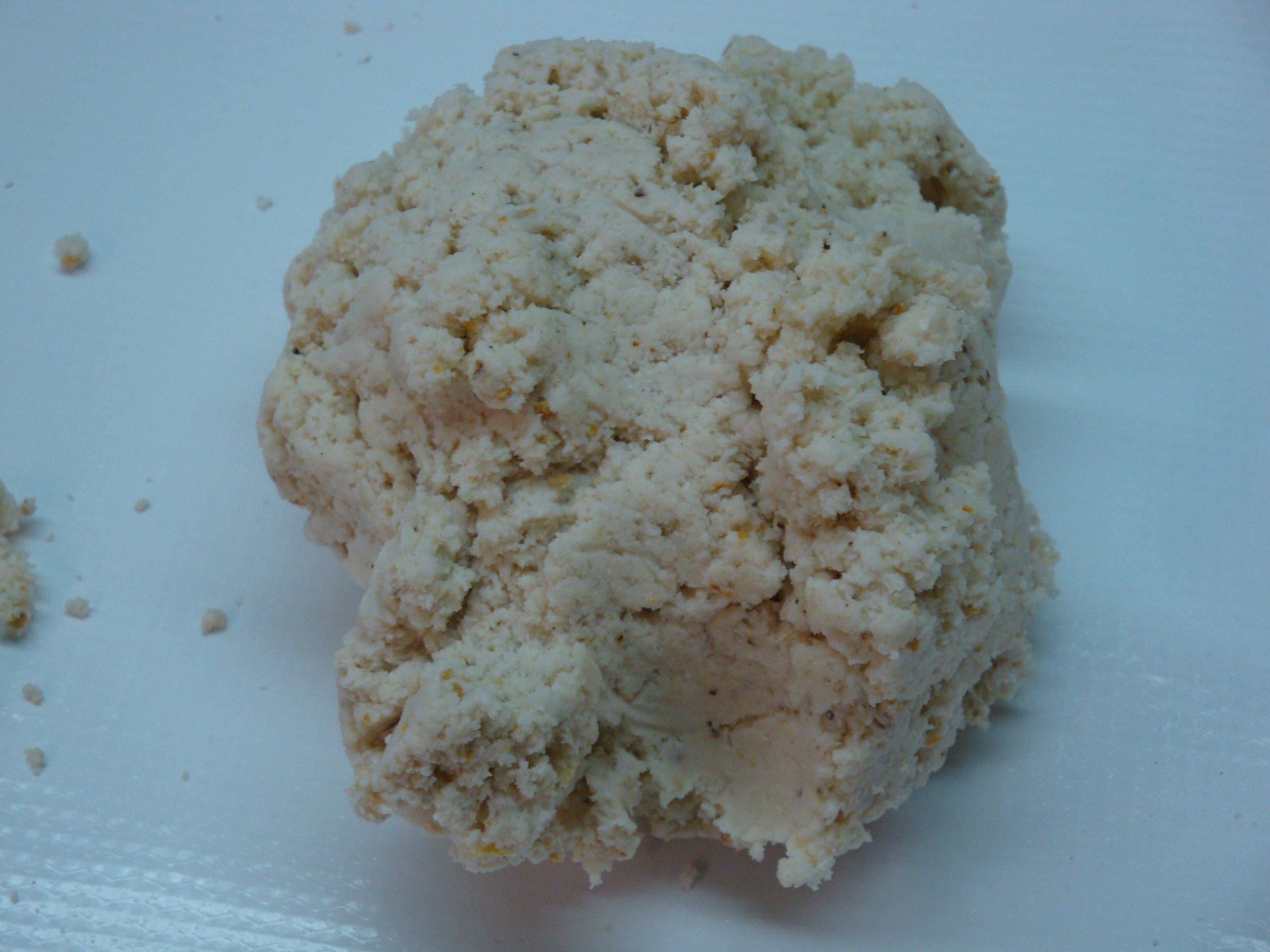
Pozol blanco (sin cacao), listo para preparar la bebida.

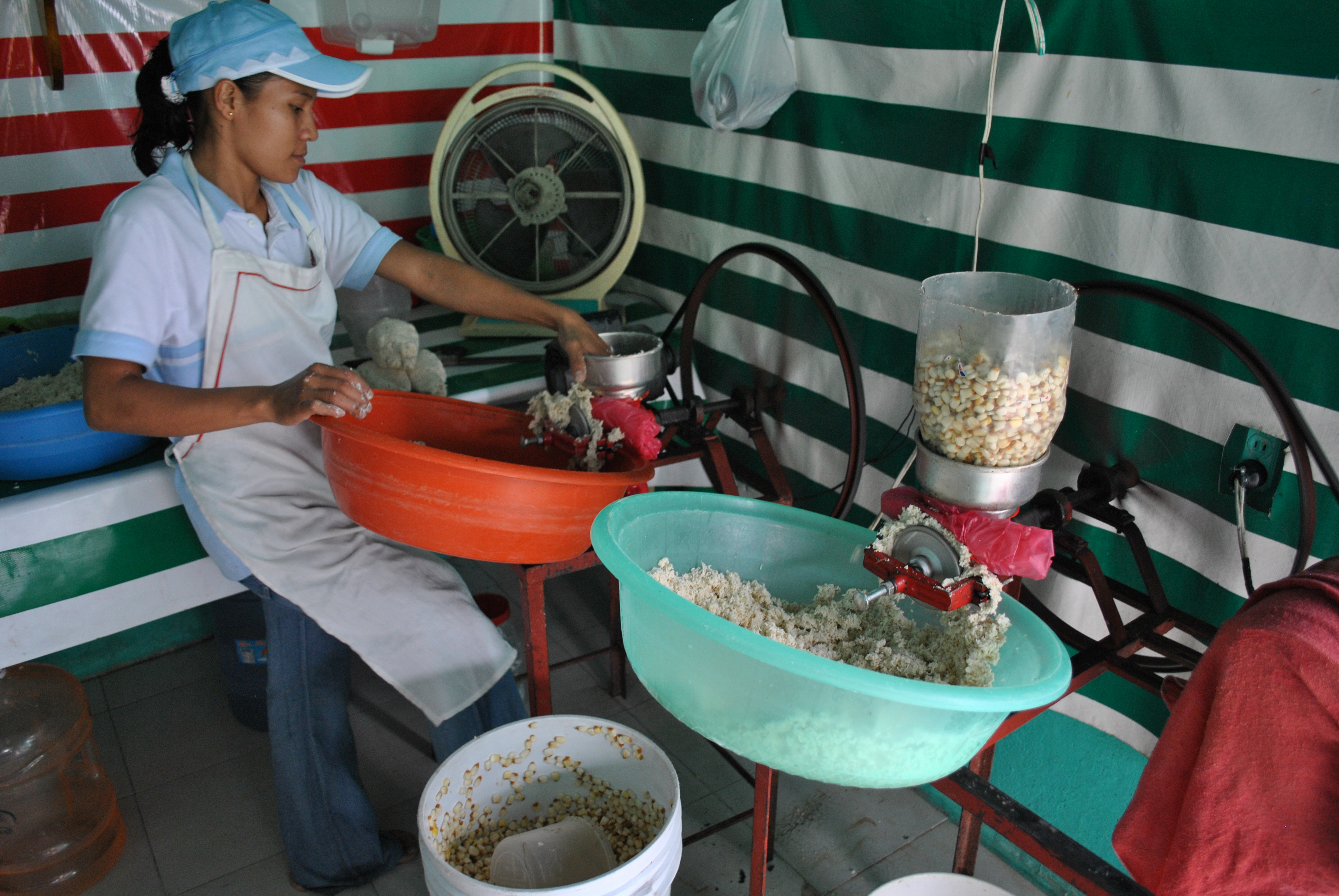
Mujer moliendo maíz para pozol.

### Elaboración en la época prehispánica
En la antigüedad, la preparación del pozol entre los Maya-Chontales de Tabasco, requería de las virtudes culturales y de la sabiduría de las mujeres, quienes elaboraban el pozol en sus piedras de moler.
En diversas crónicas de los conquistadores, se especifica que las mujeres indígenas remojaban y cocían el maíz en cal para retirar el "hollejo", después lo molían sobre un metate (piedra) y hacían bolas de maíz de diferentes tamaños para después de envolverlas en hojas vegetales, dárselas a quienes iban a trabajar al campo, a los caminantes y a los viajeros. Para prepararlo, disolvían la bola de pozol en agua en una jícara. De esta manera, la bebida refrescaba, alimentaba y era fácilmente trasnportable.

### Elaboración en la actualidad
Existen variedades de pozol: el pozol con cacao, pozol con cacahuate, pozol preparado que incluye horchata y otros ingredientes, pozol sin cacao, pozol de camote y pozol agrio. Así mismo existen personas que degustan el mismo, ya sea añadiendo azúcar o chile para explotar el sabor del mismo.
Para hacer el pozol con cacao se "nixtamaliza" el maíz hirviéndolo en agua con cal (hidróxido de calcio) durante aproximadamente dos horas, hasta que se hinchan los granos y se desprenden las cáscaras. Los granos se frotan con las manos y, dependiendo de la zona donde se prepare, se envuelven en hojas de plátano. Se muele (originalmente en metate) y se agrega cacao, se le mezcla y se hace una sola masa y, por último, se bate en agua, puede servirse a temperatura ambiente o frío. Para elaborar el pozol sin cacao se siguen los mismos pasos anteriores, exceptuando el agregarle cacao, en este caso la masa adquiere un color blanco. El pozol de camote es muy similar al pozol blanco solo que se mezcla puré de camote con la masa de maíz.
Para el pozol agrio, se deja fermentar la masa 4 o 5 días y en ocasiones dos semanas o más hasta que le sale moho, es muy rico en penicilina además de ser un buen remedio para la resaca. Una vez fermentada la masa, se bate en agua y se bebe. 
Existe otra variante del pozol, llamada chorote, la cual se logra fermentando una mezcla de masa de nixtamal y cacao molido.
El pozol puede tomarse simple o con azúcar, dependiendo del gusto de la persona, aunque también se le puede agregar leche u horchata.

## Constitución microbiana
La microbiota del pozol está constituida por bacterias, mohos y levaduras. Al principio de la fermentación predominan las bacterias, que pueden ser las responsables de la producción de ácido en las primeras horas de fermentación. Entre las bacterias que se han aislado del pozol se encuentran Agrobacterium azotophilum y Aerobacter aerogenes.
Ambas son capaces de fijar el nitrógeno atmosférico y la primera presenta antagonismo contra varias especies de mohos, levaduras y bacterias. Ambas especies fijan el nitrógeno individualmente o en cultivos mixtos, cuando se cultivan en medios con diferentes fuentes de carbono. Así el incremento de proteína cruda durante la fermentación del pozol, que no se ha registrado en alimentos generales, puede deberse a la fijación de nitrógeno atmosférico que llevan a cabo algunos microorganismos del pozol.

## Consumo

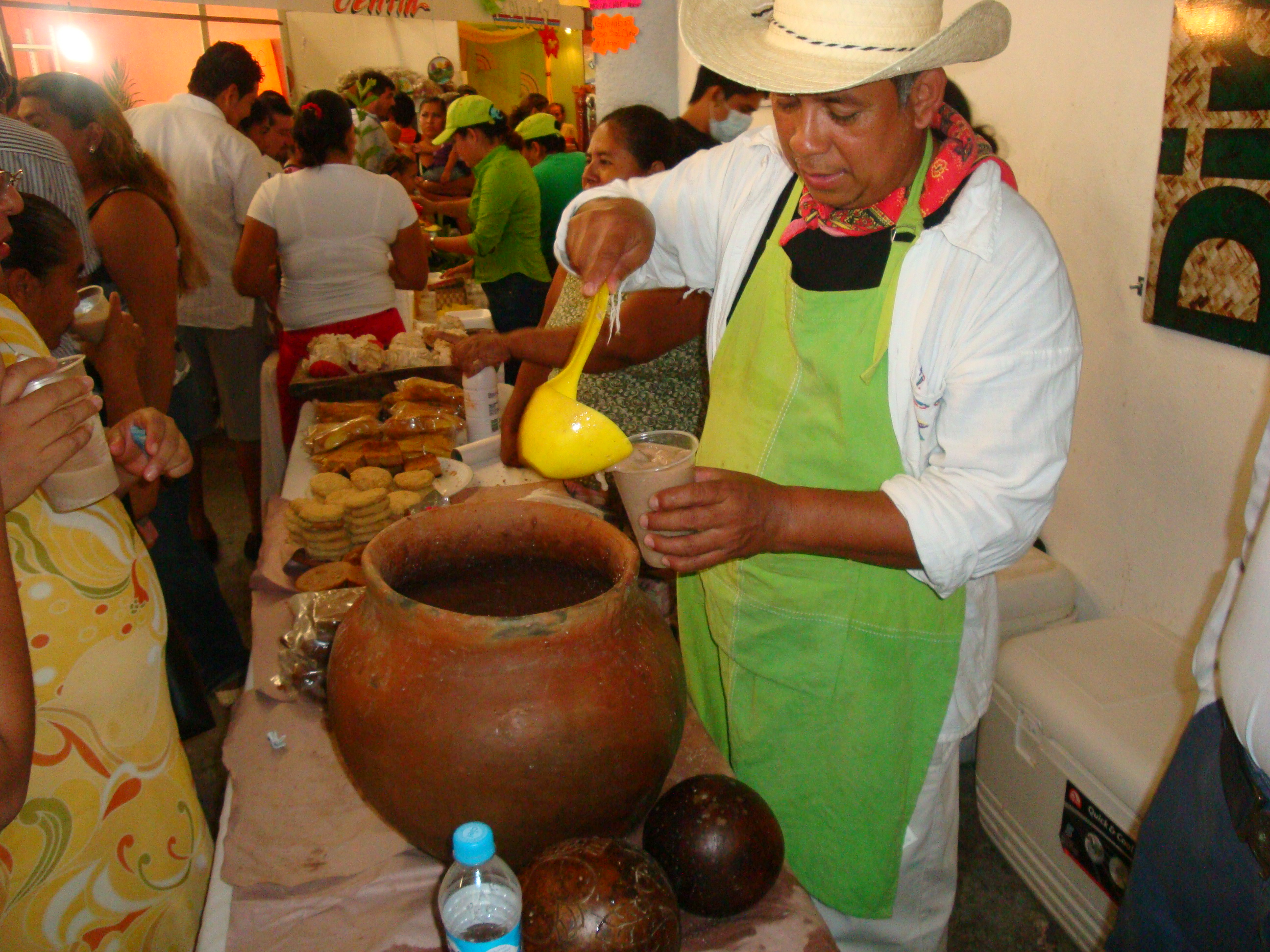
Pozolería tradicional en el estado de Tabasco.

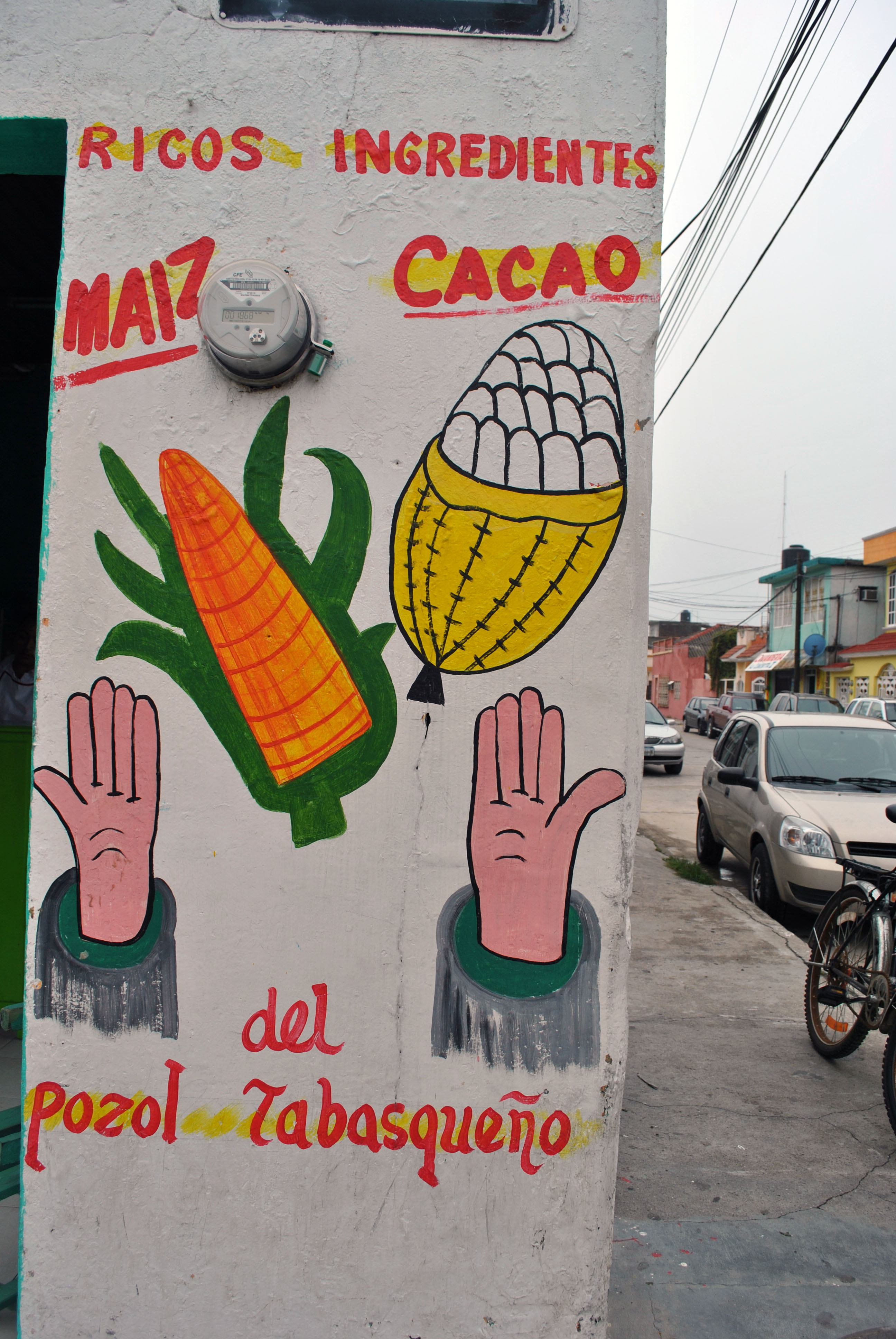
Ilustración en una pozolería tabasqueña sobre los ingredientes del pozol: maíz y cacao.

El pozol debe su popularidad a varios factores, algunos de ellos de carácter tradicionalista. La razón de esto es que el pozol tiende a asentarse después de un par de minutos, quedando en el fondo del recipiente un residuo llamado "shish" o "shishito" en Tabasco o "musú" o "motzú" en Chiapas, constituido de masa y cacao, o sólo masa en el caso del pozol blanco. Entonces, al agitarlo nuevamente, con el característico movimiento elíptico, llamado "meneadito del pozol", este retoma su consistencia espesa y, como se dice popularmente en Tabasco "es una bebida comestible", haciendo alusión a que, al tiempo de tomarlo, se mastica el "shish", calmando de esta manera la sed y el hambre simultáneamente.
Respecto a la referencia cultural de la palabra "shish" ésta proviene del vocablo maya que significa "resto" o "residuo", aplicada al asentamiento de algún solvente diluido en agua.
En el estado de Tabasco es posible encontrarlo prácticamente en todas las comunidades urbanas y rurales, y es consumido por la gran mayoría de la población en sus tres modalidades: con cacao, blanco o agrio, y también el llamado chorote (estos dos últimos, mayormente en Tabasco). En la ciudad de Villahermosa, Tabasco; el pozol se vende en refresquerías o en puestos ambulantes o establecidos. En la actualidad, en muchos de estos establecimientos el pozol se ofrece natural, con azúcar o con leche. Aunque la forma tradicional de tomarlo es sin azúcar, y se acompaña con dulce de papaya, dulce de "oreja de mico" (una especie de papaya pequeña), dulce de coco o simplemente con sal y chile amashito.
En Chiapas es muy común también encontrarlo en casi todas las comunidades del estado. En ciudades como Tuxtla Gutiérrez, San Cristóbal de las Casas, Tapachula, Tonalá y Chiapa de Corzo, entre otras, existen muchas "pozolerías" y puestos de aguas frescas, en donde se puede degustar esta bebida. En la actualidad los trabajadores chiapanecos que laboran en los campos, preparan aún esta bebida con un doble propósito: quitar la sed y calmar el apetito.
Esta bebida tradicional, a la que se pueden añadir (dependiendo si se está en Chiapas o Tabasco) flor de chorote, piste (semillas de zapote tostadas), camote, cacahuate, pepino, rábano, mango verde, chile, etc. Se puede beber sola o usarse para acompañar cualquier alimento.

## Presentación

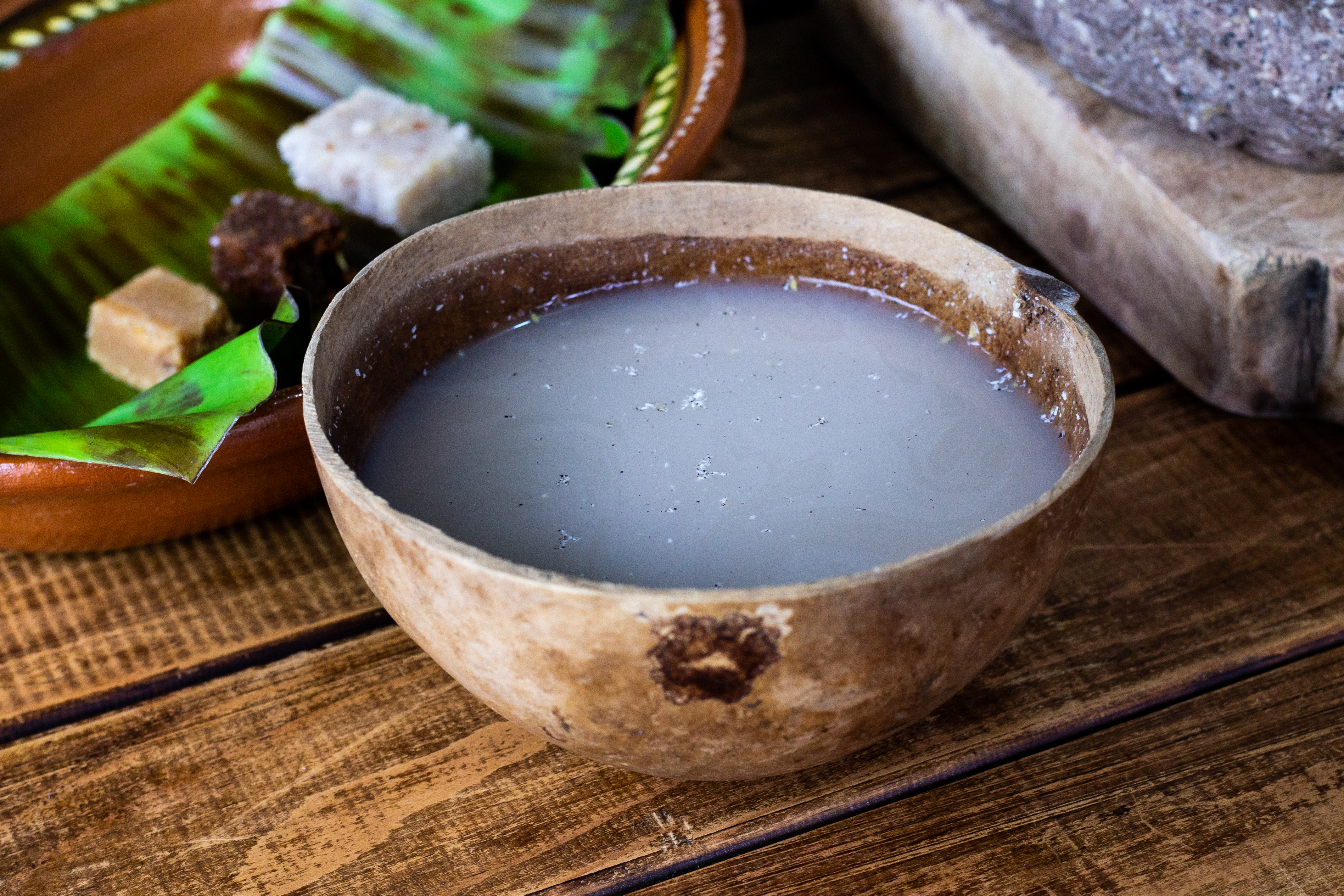
Pozol blanco listo para tomarse, servido en una "jícara", forma tradicional de tomarlo en el estado de Tabasco.

El pozol, por tradición, suele servirse en un recipiente natural, llamado jícara, fruto del árbol llamado jicaro Crescentia cujete y Crescentia alata, que lo conserva fresco y resulta muy útil al momento de efectuar el acostumbrado movimiento elíptico que permite a la bebida revolverse con el asiento de la misma. Cabe mencionar, como aspecto cultural, que el movimiento que se le da a la jícara (conocido como "el meneadito del pozol") suele ser signo de identidad regional.
En el estado de Tabasco hay un dicho popular que data de muchas generaciones atrás, que dice: "El visitante que toma pozol y le gusta, se queda a vivir en Tabasco". Mientras que en Chiapas, existe otra variante que dice: "El que viene de fuera y toma pozol, se casa con un chiapaneco/a".
La bebida del pozol continuará siendo otro fuerte distintivo en las celebraciones de estos estados sureños. Sea fiesta o no, a la sombra o bajo el sol, la gente del lugar disfruta del pozol como bebida refrescante.